# Karlman I.
Karlman I. ali Karloman I. je bil od leta 768 do svoje smrti kralj Frankov, * 28. junij 751, † 4. december 771, Samoussy, Aisne, Francija. 
Bil je drugi preživeli sin kralja Pipina Malega in Bertrade Laonske in mlajši brat Karla Velikega. Karlmanova smrt je omogočila Karlu Velikemu, da je zavladal celi Franciji. 

## Razdelitev Frankovskega kraljestva
Papež Štefan II., ki je zapustil Rim in odšel prosit frankovskega kralja za pomoč proti Langobardom,  je triletnega Karlmana skupaj z očetom Pipinom Malim in starejšim bratom Karlom mazilil in ga imenoval za rimskega patricija. Karlman in Karel sta po Pipinovi smrti podedovala vsak polovico Frankovskega kraljestva. Karlman je dobil osrednji del kraljestva s prestolnico v Soissonsu, ki je obsegal Pariško kotlino, Centralni masiv, Languedoc, Provanso, Burgundijo, južno Avstrazijo, Alzacijo in Alemanijo. Regije so bile slabo integrirane in obkrožene s tistimi, kar je dobil Karel Veliki. Bile so lažje branljive kot Karlove, vendar revnejše. 
Na splošno velja, da se Karlman in Karel Veliki nista marala, vendar razlogi za to niso povsem jasni. Nekateri zgodovinarji menijo, da se je vsak upravičeno štel za edinega dediča svojega očeta: Karel Veliki kot starejši, Karlman pa kot v zakonu rojen sin. Za Karla se je včasih trdilo, da je nezakonski otrok, kar ni bilo vedno soglasno sprejeto. Kakor koli že, zdi se, Pipin Mali je z delitvijo kraljestva še poslabšal slabe odnose med njima, saj je zahteval sodelovanje med njima, vendar sta se oba počutila prevarana.

## Tekmovanje s Karlom Velikim
Karlmanova vladavina se je izkazala za kratko in težavno. Brata sta si delila Akvitanijo, ki se je po smrti Pipina Malega uprla. Ko se je Karel odločil, da bo upor zadušil, je Karlman s svojo  vojsko podprl upornike. Vojski obeh bratov sta se srečali  pri Moncontourju blizu Poitiersa, a se je Karlman umaknil. Podpora upornikom naj bi bila poskus spodkopavanja Karlove oblasti, saj je upor ogrozil njegovo vladavino. Karel je upor zatrl, medtem ko je Karlmanovo vedenje škodilo njegovemu ugledu med Franki. Odnosi med bratoma so se nato še poslabšali, kar je zahtevalo posredovanje njune matere Bertrade, za katero se zdi, da je bila bolj naklonjena Karlu Velikemu, pri katerem je preživljala svoje vdovstvo.
Leta 770 je Bertrada začela vrsto diplomatskih ofenziv, da bi okrepila Karovo kraljestvo. Karla je poročila z Deziderato, hčerko langobardskega kralja Deziderija v Italiji, kar je ustvarilo zavezništvo med Karlom in Langobardi. Karlu je zagotovila tudi prijateljstvo njegovega bratranca Tasila III. Bavarskega. Papeško podporo je poskušala zagotoviti tako, da je poskrbela, da je Deziderij Rimu odstopil nekaj ozemelj, ki jih je zahtevalo papeštvo. Čeprav je papež Štefan III. načelno nasprotoval zavezništvu med Franki in Langobardi, je bil v resnici globoko v konfliktu med grožnjo, ki so jo zanj predstavljali Langobardi, in možnostjo, da se znebi Langobardom nenaklonjenega primicerija Krištofa, ključne osebe na papeškem dvoru.
Ti manevri so bili na splošno naklonjeni Frankom, vendar so resno ogrozili Karlmanov položaj. Ostal je brez zaveznikov. Bratovo zavezništvo z Langobardi je skušal uporabiti v svojo korist, tako da je Štefanu III. ponudil svojo podporo proti Langobardom in se začel tajno pogajati s primicerijem Krištofom. Po Deziderijevem umoru Krištofa je Štefan III. podprl Langobarde in Karla Velikega. Karlmanov težak položaj je rešil Karel, ki je nepričakovano zavrnil svojo langobardsko ženo, Deziderijevo hčer. Zdi se, da se je ogorčeni in ponižani Deziderij povezal s Karlmanom proti Karlu in papežu, ki je izkoristil priložnost, da se razglasi za nasprotnika Langobardov.

## Smrt in zapuščina
Karlman je umrl 4. decembra 771 v vili Samoussy. Smrt, čeprav je bila nenadna in priročna, je bila pripisana naravnim vzrokom. Včasih so trdili, da jo je povzročila huda krvavitev iz nosu. V času njegove smrti sta bila on in njegov brat Karel na robu vojne, ki jo je Karlov biograf Einhard pripisoval napačnim nasvetom Karlmanovih svetovalcev. Karlman je bil pokopan v Reimsu, vendar so ga v 13. stoletju ponovno pokopali v stolnici svetega Dionizija v Parizu. 
Poročen je bil s Frankovko Gerbergo, ki mu jo je po navedbah papeža Štefana III. skupaj s Karlovo priležnico Himiltrudo izbral Pipin Mali. Z Gerbergo je imel dva sinova. Starejši sin je bil  po starem očetu imenovan Pipin, kar ga je po karolinškem izročilu označilo za dediča Karlmana in Pipina Malega. Po Karlmanovi smrti je Gerberga pričakovala, da bo njen starejši sin postal kralj in da bo sama vladala kot njegova regentka, vendar so se Karlmanovi nekdanji podporniki – njegov bratranec Adalhard, opat Fulrad iz Saint Denisa in grof Warin – obrnili proti njej in pozvali Karla, naj priključi Karlmanovo ozemlje, kar je tudi storil. Gerberga je nato s svojima sinovoma in grofom Autcharjem pobegnila, po Einhardu "brez razloga", na Deziderijev dvor. Deziderij je od novega papeža Hadrijana I. zahteval, naj pomazili Karlmanova sinova kot kralja Frankov. Karel se je na Gerbergin beg in Deziderijevo podporo odzval z vdorom v Italijo in uničenjem Langobardskega kraljestva. Deziderija in njegovo družino so ujeli, tonzurirali in poslali v frankovske verske ustanove. Usoda Gerberge in njenih otrok s Karlomanom ni znana, čeprav je možno, da je  Karel tudi njih poslal v samostane.
Karel Veliki je kljub zapletenim odnosom z bratom in dogodkom po njegovi smrti  svojega drugega zakonitega sina po svojem pokojnem bratu imenoval Karlman. Njegova gesta je morda pomenila počastitev bratovega spomina ali morda pranje slabe vesti zaradi govoric, da je grdo ravnal s svojimi nečaki. Vse to se je sesulo, ko je leta 781 Karlmana preimenoval v Pipina.